# Problema del conocimiento local
En economía, el problema de conocimiento local es la observación de que los datos requeridos para la planificación económica racional están distribuidos entre actores individuales, y por lo tanto inevitablemente existen fuera del conocimiento de una autoridad central. Es un caso particular del Problema de Cálculo Económico.

## Descripción de Hayek
Friedrich Hayek describió este conocimiento local distribuido:

Hoy es casi una herejía sugerir que el conocimiento científico no es la suma de todo conocimiento. Pero una pequeña reflexión mostrará que hay sin duda un cuerpo de muy importante pero desorganizado conocimiento el cual no puede posiblemente ser llamado científico en el sentido del conocimiento de reglas generales: el conocimiento de circunstancias particulares del tiempo y el espacio. Es con respecto a ésto que prácticamente cada individuo tiene alguna ventaja encima todos los demás porque posee información única la cual podría usar para su beneficio, pero cuyo uso sólo puede ser hecho si las decisiones que dependen de ella están reservadas a él o se realizan con su cooperación activa. Necesitamos recordar lo mucho que tenemos que aprender en cualquier ocupación después de que ya hemos completado nuestra formación teórica, cuán importante parte de nuestra vida laboral la gastamos en aprender trabajos particulares, y qué valioso activo en todos los ámbitos de la vida es el conocimiento de la gente, de condiciones locales, y de circunstancias especiales. Conocer y poner en funcionamiento una máquina no totalmente explotada, o las habilidades de alguien que pueden ser utilizadas mejor, o estar consciente de un exceso de stock que puede ser utilizado durante la interrupción de los insumos, es tan socialmente útil como el conocimiento de técnicas alternativas mejores.Y el transportista que se gana la vida haciendo viajes de buques a vapor vacíos o medio llenos, o el agente inmobiliario cuyo conocimiento total es casi exclusivamente uno de oportunidades temporales, o el arbitrajista que gana de diferencias locales en los precios de las materias primas, todos están desarrollando funciones útiles basadas en un conocimiento especial de circunstancias de un momento fugaz no conocidos por otros.

Debido a que este conocimiento distribuido incompleto es esencial para la planificación económica, se cita su necesidad como evidencia en apoyo del argumento que dicta que la planificación económica debe ser desarrollada de una forma similar por actores individuales. En otros palabras, la planificación económica por un actor central (e.g. una burocracia gubernamental o un banco central) necesariamente carece de esta información porque, como Hayek observó, los agregados estadísticos no pueden tomar en cuenta de manera precisa el universo del conocimiento local: 

Una razón de por qué los economistas están cada vez más aptos para olvidarse de los constantes pequeños cambios que hacen al cuadro económico completo es probablemente su creciente preocupación por los agregados estadísticos, que muestran una mucho mayor estabilidad que los movimientos del detalle. La estabilidad comparativa de los agregados no puede, sin embargo, ser contabilizado—como ocasionalmente los estatistas parecen a inclinarse a hacer— por la "ley de los grandes números" o la compensación mutua de cambios aleatorios. El número de elementos con los que tenemos que tratar no es lo suficientemente grande para que dichas fuerzas accidentales produzcan estabilidad. El continuo flujo de bienes y servicios es mantenido por constantes y deliberados ajustes, por las nuevas disposiciones hechas diariamente a la luz de las circunstancias no conocidas el día anterior, siendo B incorporado una vez que A ha fallado para cumplir con lo prometido. Aún las extensas y altamente mecanizadas plantas se mantienen en funcionamiento en gran parte debido a un ambiente sobre el cual se pueden tratar todo tipo de necesidades inesperadas; azulejos para su techo, papelería para sus formularios, y todo el millar de clases de equipamiento que no puede ser auto-contenido y los cuales se requieren para que los planes de operación de la planta estén fácilmente disponibles en el mercado.

Como tal, el problema del conocimiento local es un contraargumento microeconómico a los argumentos macroeconómicos que favorecen la planificación central y la regulación de la actividad económica.